# Ely, Cambridgeshire
Ely este un oraș în comitatul Cambridgeshire, regiunea East, Anglia. Orașul se află în districtul East Cambridgeshire a cărui reședință este.